# Kohlrabenschwarz
Kohlrabenschwarz ist eine deutsche Mystery-Serie, basierend auf der gleichnamigen Hörspielreihe von Tommy Krappweis und Christian von Aster, das 2020 auf Audible erschien, die im Auftrag von Paramount+ von bumm film produziert wurde. Die sechs Folgen umfassende Serie ist am 8. Juni 2023 auf Paramount+ erschienen, wurde aber im Januar 2024 aufgrund von Maßnahmen zur Kostensenkung wieder von der Plattform entfernt. Seit 1. Juli 2024 ist die Serie bei MagentaTV verfügbar.

## Handlung
Im Mittelpunkt der Serie steht der Psychologe Stefan Schwab, der nach einer Überarbeitung, Burnout und Scheidung eigentlich nur nach der sprichwörtlichen „boarischen Rua“ im beschaulichen Voralpenland sucht. Stattdessen wird er widerwillig hineingezogen in das blutige Erwachen uralter Legenden: Kinder verschwinden, „Sünder“ werden ermordet und archaische Sagen bekommen plötzlich eine tödliche Aktualität. Genötigt durch seinen alten Freund Thomas Falbner von der Kripo Rosenheim, folgt der Psychologe Schwab den blutigen Fährten düsterer Märchenmotive in der bayerischen Idylle; unterstützt von der gewitzt-skeptischen Polizistin Anna Leitner, seiner spitzzüngigen Ex-Frau Susanne und ihrem neuen Partner, dem ungewöhnlichen Pfarrer Franz Hartl.

## Besetzung
| Rolle          | Schauspieler       |
| -------------- | ------------------ |
| Stefan Schwab  | Michael Kessler    |
| Susanne Schwab | Bettina Zimmermann |
| Anna Leitner   | Bettina Lamprecht  |
| Thomas Falbner | Jürgen Tonkel      |
| Franz Hartl    | Peter Ketnath      |

In weiteren Rollen sind Axel Milberg, Tim Seyfi, Sogol Faghani und Alexander Prince Osei zu sehen, sowie in einzelnen Episoden Esther Schweins, Götz Otto, Alexander Schubert, Gregor Bloéb, Christian Tramitz und Jasmin Schwiers.
In Episode 2 hatte Tommy Krappweis mehrere Cameo-Auftritte.

## Episodenliste
| Nr. (ges.) | Nr. (St.) | Originaltitel | Erstveröffentlichung (D) | Länge  |
| ---------- | --------- | ------------- | ------------------------ | ------ |
| 1          | 1         | Böser Bub     | 8. Juni 2023             | 49 min |
| 2          | 2         | Meisterstück  | 8. Juni 2023             | 49 min |
| 3          | 3         | Zerteilt      | 8. Juni 2023             | 44 min |
| 4          | 4         | Zwei Finger   | 8. Juni 2023             | 44 min |
| 5          | 5         | Versunken     | 8. Juni 2023             | 44 min |
| 6          | 6         | Blut und Ton  | 8. Juni 2023             | 45 min |

## Produktion
Die Drehbücher der Serie basieren auf der gleichnamigen Hörspiel-Reihe, die von den Autoren Tommy Krappweis und Christian von Aster geschrieben wurde. Tommy Krappweis wirkt in der Produktion ebenfalls als Showrunner und Produzent mit.
Die Dreharbeiten zu der sechsteiligen Serie fingen am 12. September 2022 an.
Ein Trailer zu der Serie wurde am 10. Mai 2023 auf YouTube veröffentlicht. Am 1. Juni 2023 fand die Serienpremiere in München statt. Alle sechs Folgen sind am 8. Juni auf Paramount+ veröffentlicht worden.
Ein Making-of von den "Budibros" (Ian und Daniel Budiman) erschien am 20. Juni 2023 auf dem YouTube-Kanal Kino+.

## Belege
1. ↑  DWDL.de: "Paramount+: Kahlschlag bei deutschen Produktionen", abgerufen am 18. Februar 2024.
2. ↑  Timo Niemeier: "Kohlrabenschwarz" findet bei MagentaTV neue Heimat. In: dwdl.de. 26. Juni 2024, abgerufen am 25. Februar 2025.
3. ↑  Kohlrabenschwarz: Drehstart für neue Paramount+ Original-Serie von Tommy Krappweis mit Michael Kessler, Bettina Lamprecht, Bettina Zimmermann und Jürgen Tonkel. In: Deutscher Presseindex. 12. September 2022, abgerufen am 1. Juni 2023.
4. ↑  Kohlrabenschwarz (Offizieller Trailer) | Paramount+ Deutschland. In: YouTube. Paramount Plus DE, 10. Mai 2023, abgerufen am 1. Juni 2023.
5. ↑  Hannes Könitzer: Kohlrabenschwarz ab 08. Juni exklusiv bei Paramount+ streamen. In: Champion Stream. 21. Mai 2023, abgerufen am 1. Juni 2023.
6. ↑  Ein deutsches Medien-Märchen | Das Making of KOHLRABENSCHWARZ. Abgerufen am 26. Juni 2023 (deutsch).